# Старки, Дрю
Джозеф Эндрю (Дрю) Старки (англ. Joseph Andrew "Drew" Starkey, род. 4 ноября 1993 года, Ашвилл, Северная Каролина, США) — американский киноактёр. Начинал карьеру с небольших ролей второго плана в подростковых драматических фильмах, таких как «С любовью, Саймон» (2018) и «Чужая ненависть» (2018). Получил известность благодаря роли трудного подростка Рэйфа Кэмерона в приключенческом сериале «Внешние отмели» (2020), а также Юджина Аллертона в романтической драме Луки Гуаданьино «Квир» (2024).

## Биография
Старки родился в Ашвилле, Северная Каролина, в семье Тодда Старки, баскетбольного тренера женской команды штата Кент, и Джоди Баллард Хатто, школьного психолога. Старки — старший из четырёх детей. Его семья периодически переезжала в район гор Блу-Ридж, но в основном он рос в городе Хикори, штат Северная Каролина.
В детстве увлекался бейсболом и баскетболом. Также освоил гитару и фортепиано. Окончив среднюю школу Сент-Стивенс в Хикори Старки начал серьёзно интересоваться актёрским мастерством после того, как на первом курсе университета Западной Каролины пошёл в местный театральный кружок, который он описал как «много Сэмюэла Беккета и прочего дерьма».
В 2016 году с отличием окончил университет, где изучал английский язык и театральное искусство. После этого переехал в Атланту к двум своим друзьям, которые создали продюсерскую компанию, и начали проходить прослушивания на роли.
В настоящее время проживает в Лос-Анджелесе.

## Фильмография
| Год    |    | Русское название                     | Оригинальное название                  | Роль                                             |
| ------ | -- | ------------------------------------ | -------------------------------------- | ------------------------------------------------ |
| 2017   | с  | Улица милосердия                     | Mercy Street                           | азартный солдат (эпизод: «Unknown Soldier»)      |
| 2017   | с  | Огнестрел                            | Shots Fired                            | Клинт-младший (эпизод: «Hour Four: Truth»)       |
| 2017   | с  | Озарк                                | Shots Fired                            | парень (эпизод: «Ruling Days»)                   |
| 2017   | с  | Гробовая тишина                      | Dead Silent                            | Итан Уолтон (эпизод: «Run for Your Life»)        |
| 2017   | с  | Доблесть                             | Valor                                  | Бобби (эпизод: «Zero Visibility»)                |
| 2017   | с  | Хорошее поведение                    | Good Behavior                          | агент Брэдфилд (эпизод: «You Could Discover Me») |
| 2018   | ф  | Американские животные                | American Animals                       | член студенческого братства                      |
| 2018   | ф  | С любовью, Саймон                    | Love, Simon                            | Гаррет Лафлин                                    |
| 2018   | ф  | Чужая ненависть                      | The Hate U Give                        | Брайан Макинтош-младший (офицер 115)             |
| 2018   | с  | Брокмайр                             | Brockmire                              | Брэд Кристи (эпизод: «In the Cellar»)            |
| 2018   | с  | Отбросы и монстры Бобкэта Голдтуэйта | Bobcat Goldthwait's Misfits & Monsters | Хантер Робисон (эпизод: «Better World»)          |
| 2018   | с  | Ординатор                            | The Resident                           | молодой юрист (эпизод: «About Time»)             |
| 2019   | ф  | Просто помиловать                    | Just Mercy                             | молодой охранник                                 |
| 2019   | с  | Роковой патруль                      | Brockmire                              | Тим (эпизод: «Donkey Patrol»)                    |
| 2019   | с  | Королева сахарных плантаций          | Queen Sugar                            | Щёголь (эпизод: «I No Longer Imagine»)           |
| 2019   | с  | Крик                                 | Scream: Resurrection                   | Хоукинс (4 эпизода)                              |
| 2019   | с  | Струны сердца Долли Партон           | Dolly Parton's Heartstrings            | зритель (эпизод: «J.J. Sneed»)                   |
| 2020   | ф  | Дьявол всегда здесь                  | The Devil All the Time                 | Томми Мэтсон                                     |
| 2020   | ф  | Под ударом                           | Embattled                              | Таннер Ван Хольт                                 |
| 2020   | тф | Лимбо                                | Limbo                                  | Родни                                            |
| 2020   | с  | Действие во имя дела                 | Acting for a Cause                     | Деметрий (эпизод: «A Midsummer Night's Dream»)   |
| 2020—… | с  | Внешние отмели                       | Outer Banks                            | Рэйф Кэмерон (основная роль, 40 эпизодов)        |
| 2022   | ф  | Восставший из ада                    | Hellraiser                             | Тревор                                           |
| 2020   | с  | Список смертников                    | The Terminal List                      | Джуниор Альба (4 эпизода)                        |
| 2023   | ф  | Другая Зои                           | The Other Zoey                         | Зак Макларен                                     |
| 2024   | ф  | Квир                                 | Queer                                  | Юджин Аллертон                                   |
| ТВА    | ф  | Натиск                               | Onslaught                              |                                                  |